# Kongres Liberalno-Demokratyczny

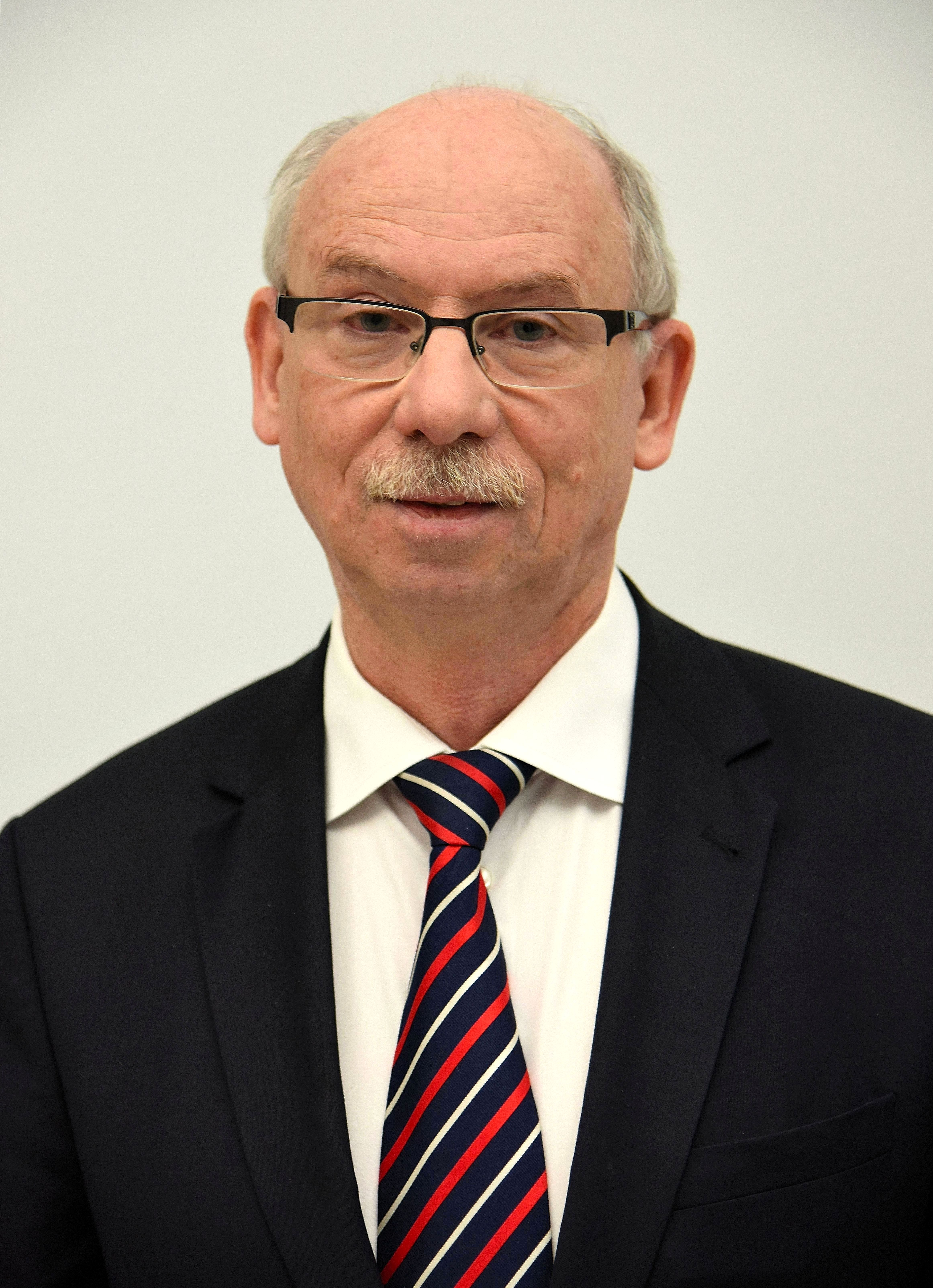
Janusz Lewandowski, przewodniczący KLD w latach 1990–1991

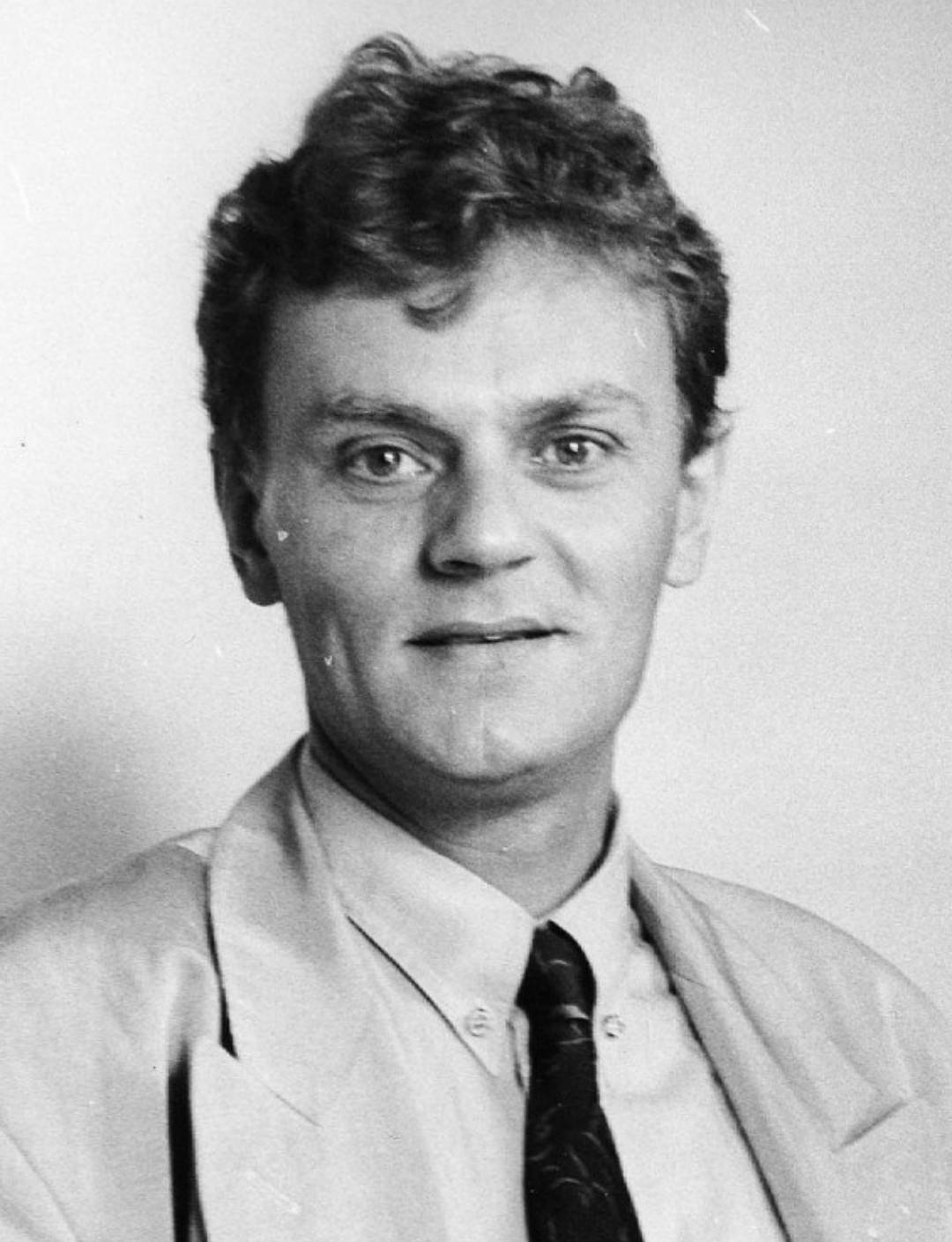
Donald Tusk, przewodniczący KLD w latach 1991–1994

Kongres Liberalno-Demokratyczny (KLD) – polska centroprawicowa partia polityczna o charakterze liberalnym, działająca w latach 1990–1994.

## Historia

### Powstanie partii
KLD wywodził się z Gdańskiego Towarzystwa Społeczno-Gospodarczego „Kongres Liberałów”, nieformalnej organizacji powołanej dwa lata wcześniej, grupującej opozycjonistów z otoczenia Jana Krzysztofa Bieleckiego, Donalda Tuska, Janusza Lewandowskiego i Jacka Merkla, założonej przez działaczy ze środowiska liberalnego skupionych wokół wydawanego w drugim obiegu „Przeglądu Politycznego”. Krajowa konferencja założyciela odbyła się 29 i 30 czerwca 1990, zaś ugrupowanie formalnie zarejestrowano 9 października tego samego roku. Na czele partii stanął Janusz Lewandowski. W wyborach prezydenckich liberałowie wsparli kandydaturę Lecha Wałęsy.
Swój program KLD określił jako „pragmatyczny liberalizm”. Głosił potrzebę prywatyzacji i rozszerzenia zakresu działania wolnego rynku. Opowiadał się za integracją Polski ze strukturami zachodnimi, ostrożnie przeprowadzaną dekomunizacją oraz za neutralnością światopoglądową państwa.

### Lata 1991–1993
Do marca 1991 partia działała jako część federacyjnego wówczas Porozumienia Centrum, które opuścili, gdy na bazie PC powstała jednolita formacja deklarująca nurt chadecki. W 1991 jednocześnie współtworzyła mniejszościowy rząd koalicyjny, na czele którego stał współzałożyciel partii, Jan Krzysztof Bielecki. W skład rządu weszli politycy kongresu: Janusz Lewandowski (minister przekształceń własnościowych), Henryk Majewski (minister spraw wewnętrznych), Andrzej Zawiślak (przez krótki czas na stanowisku ministra przemysłu). Rzecznikiem prasowym Klubu Parlamentarnego został Andrzej Halicki, doradcą premiera ds. młodzieży Paweł Piskorski, a sprawami kobiet zajmowała się w rządzie Anna Popowicz. 19 maja 1991 nowym przewodniczącym partii został Donald Tusk.
W wyborach parlamentarnych w 1991 KLD uzyskał 7,49% głosów (hasło wyborcze: „Ani w prawo ani w lewo, tylko prosto do Europy”) i zdobył 37 miejsc w Sejmie oraz 6 w Senacie. Relatywnie dobry wynik partia zawdzięczała osobistej popularności premiera Jana Bieleckiego, który uzyskał najlepszy indywidualny wynik w kraju (115 002 głosy w Warszawie). Po wyborach kongres znalazł się w tzw. piątce partii prawicowych, które przy wsparciu NSZZ „S” i PSL, utworzyły nieformalną koalicję, co pozwoliło obsadzić prezydia Sejmu i Senatu.
Ostatecznie jednak liberałowie nie weszli do rządu Jana Olszewskiego, pozostając wraz z Unią Demokratyczną w opozycji. Powodem odrzucenia współpracy rządowej z PC były różnice w programie gospodarczym oraz stosunku do reform Leszka Balcerowicza.
Po odwołaniu gabinetu Jana Olszewskiego i nieudanej misji sformowania rządu podjętej przez Waldemara Pawlaka kongres wszedł w skład koalicji popierającej rząd Hanny Suchockiej. W połowie 1992 do klubu parlamentarnego KLD przyłączyli się posłowie Polskiego Programu Gospodarczego i kilku prorządowych posłów PC (skupionych wokół Jerzego Eysymontta). Wspólna frakcja przyjęła nową nazwę, Polski Program Liberalny. W nowym gabinecie z ramienia liberałów zasiedli jako ministrowie Janusz Lewandowski, Krzysztof Kilian, Jan Krzysztof Bielecki i Andrzej Arendarski, zaś w randze wiceministrów m.in. Michał Boni. Z nadania PPG do rządu wszedł Zbigniew Eysmont.
W wyborach parlamentarnych w 1993 liberałowie uzyskali 3,99% głosów, nie przekraczając wynoszącego 5% progu wyborczego. Jedyny mandat w Senacie z ich ramienia uzyskał dotychczasowy poznański parlamentarzysta Wojciech Kruk. KLD tracił poparcie w związku z wspieranymi przez siebie i wówczas niepopularnymi społecznie reformami gospodarczymi (w tym programem prywatyzacji), a także oskarżeniami kilku jego parlamentarzystów o korupcję (hasło „liberałowie-aferałowie”). Do słabego wyniku przyczyniło się też powstanie BBWR, który odebrał KLD część elektoratu, a także wezwanie Unii Demokratycznej, by w obliczu przewidywanego zwycięstwa „populistycznych” SLD i KPN „głosować na silnych”. Negatywnie oceniano też kampanię wyborczą prowadzoną pod hasłem „milion nowych miejsc pracy”.

### Powstanie Unii Wolności
W dniach 23–24 kwietnia 1994 na kongresie zjednoczeniowym doszło do połączenia KLD z Unią Demokratyczną. Powstała wówczas nowa partia, Unia Wolności, której wiceprzewodniczącym został Donald Tusk.
W 2001 wielu z dawnych działaczy kongresu zaangażowało się w budowę Platformy Obywatelskiej.

## Działalność międzynarodowa
Na konferencji Europejskiej Unii Demokratycznej (EDU) w Paryżu w dniach 11–12 września 1991 KLD został przyjęty do EDU, w której dominowały ugrupowania chrześcijańsko-demokratyczne i konserwatywne. Przystąpienie do EDU, której członkiem było również Porozumienie Centrum, tłumaczono zbyt lewicowym profilem europejskich liberałów, a także większymi wpływami międzynarodowymi EDU. Partia współpracowała jednocześnie z FDP, choć nie nawiązała bliższych kontaktów z Fundacją im. Friedricha Naumanna, która początkowo wspierała Stronnictwo Demokratyczne.